# Dilek Atakol
Dilek Atakol (ur. 15 grudnia 1989) – turecka zapaśniczka walcząca w stylu wolnym. Zajęła dziesiąte miejsce na mistrzostwach świata w 2008. Piąta na mistrzostwach Europy w 2010. Srebrna medalistka igrzysk śródziemnomorskich w 2009. Wicemistrzyni śródziemnomorska w 2010 i 2011. Trzecia w ME juniorów w 2008 roku.